# Macierz podstawowa
Macierz podstawowa {\displaystyle \varphi (t)=e^{At}} ma następujące własności:
{\displaystyle {\frac {d\varphi (t)}{dt}}=A\varphi (t),}
{\displaystyle \varphi (0)=I,}
gdzie {\displaystyle I} to macierz jednostkowa.
Macierz podstawową wykorzystuje się do rozwiązywania liniowych układów różniczkowych. Jest kilka metod wyznaczania macierzy podstawowej układu, m.in.:
- metoda wzoru Sylvestra,
- metoda odwrotnego przekształcenia Laplace’a,
- metoda diagonalizacji macierzy (wektorów własnych).

Wyznaczenie macierzy podstawowej {\displaystyle \varphi (t)=e^{At}} metodą odwrotnego przekształcenia Laplace’a, polega na rozwiązaniu równania:
{\displaystyle e^{At}={\mathcal {L}}^{-1}([sI-A]^{-1}),}
gdzie:
{\displaystyle {\mathcal {L}}^{-1}} – odwrotna transformata Laplace’a,
{\displaystyle I} – macierz jednostkowa,
{\displaystyle A} – macierz/parametr z równania różniczkowego o postaci {\displaystyle {\frac {dx(t)}{dt}}=Ax(t).}